# Kuej-šan
Ostrov Kuej-šan známý také jako Želví ostrov (čínsky 龜山島, pinyin: Guīshāndǎo, český přepis: Kuej-šan-tao, česky doslova „Ostrov želví hory“) je ostrov vulkanického původu v Tichém oceánu. Spadá pod město Tchou-čcheng v okrese I-lan na Tchaj-wanu a nachází se 9,1 km východně od pobřeží ostrova Tchaj-wan. Přezdívku „želví ostrov“ získal, protože z určitých úhlů pohledu připomíná želvu plující po hladině. Jedná se o spící stratovulkán, jehož poslední erupce proběhla v roce 1853.

## Historie

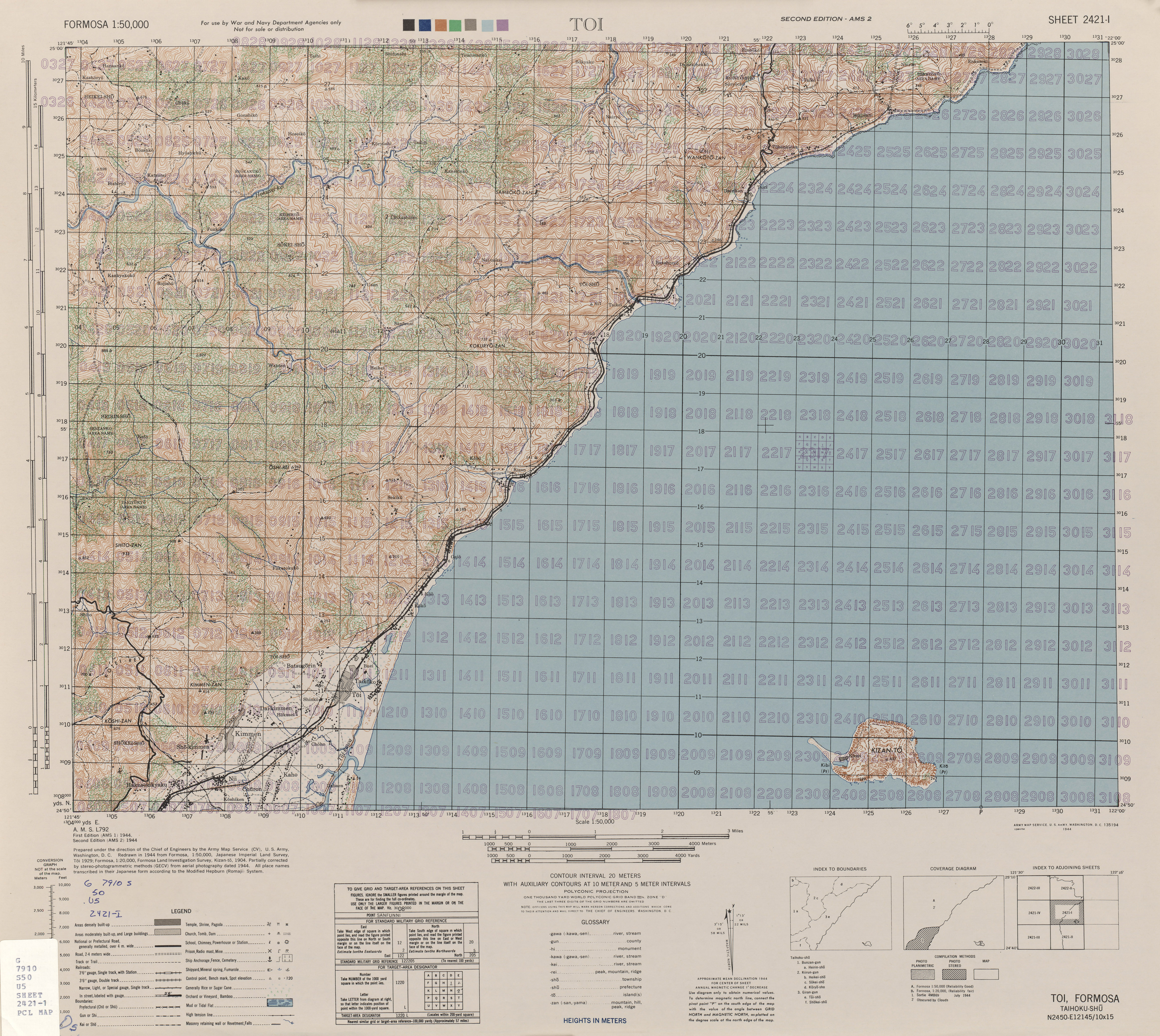
Ostrov Kuej-šan na mapě z roku 1944 (v pravém dolním rohu)

Místní obyvatelstvo, skládající se především z rybářů, se v roce 1977 přesunulo na ostrov Tchaj-wan, protože život na ostrově byl komplikovaný. Ostrov v jednu chvíli obývalo až 750 lidí a sídlila zde základní škola. Na ostrově byla zřízena vojenská základna, která zde vydržela do roku 2000. V roce 2000 byl ostrov oficiálně otevřen turistům jako přírodní rezervace. Počet návštěvníků byl k roku 2010 omezený na 500 denně (700 o víkendech) z důvodu ochrany přírody.
13. května 2016 navštívil ostrov tehdejší prezident Ma Jing-ťiou. Od prosince 2016 do února 2017 byl ostrov z důvodu ochrany životního prostředí uzavřen.
3. dubna 2024 se část ostrova zřítila do oceánu v souvislosti se zemětřesením o síle 7,4 Mw. Kusy skály se uvolnily na východní straně ostrova, hlavě pomyslné želvy, a spadly do moře, kde se v té chvíli nenacházeli turisté ani žádné lodě, takže nedošlo ke zraněním ani ztrátám na životech. Lodě si z bezpečnostních důvodů musejí od ostrova udržovat určitou vzdálenost, protože k podobným incidentům dochází častěji.

## Geologie
Ostrov Kuej-šan představuje vrchol andezitového stratovulkánu, který vystupuje z mořského dna. Je to jediná aktivní sopka Tchaj-wanu. Výzkumy však naznačují, že na mořském dně na východ od Kuej-šan leží 60 až 70 aktivních sopek. Jediná Kuej-šan ale vystupuje nad hladinu a tvoří ostrov.
Na ostrově jsou dva vrcholy, kde může dojít k erupci – na hřbetu pomyslné želvy a na její hlavě. Podle vědců z Národní tchajwanské univerzity želví hřbet v posledních 7000 letech soptil alespoň čtyřikrát. Poslední erupce se ale odehrály na želví hlavě. Ty byly zaznamenány na konci 17. století. Poslední pak v roce 1853. Důkazem vulkanické aktivity jsou fumaroly a softalary, které je možné najít jak na ostrově, tak i pod vodou v jeho okolí. Vřídla jsou ve hloubce pěti až třiceti metrů pod hladinou, takže jsou relativně přístupná vědeckému zkoumání. Tryskající voda, která má kyselé pH je bohatá na CO2, obsahuje silné stopy síry a těžkých kovů. Teplota dosahuje až 100 °C. Kuej-šan je aktivní sopka, nicméně šance, že v budoucnosti dojde k erupci, jsou mizivé. Stav vulkanické aktivity je neustále monitorován.
Ostrov měl do roku 2024 rozlohu 2,8 km². Nejvyšší bod leží ve výšce 398 m n. m. Na vrcholku stojí vyhlídková plošina o výšce 3 m.

## Ekologie
V okolí podvodních horkých pramenů žije Xenograpsus testudinatus, endemický druh kraba. Tento druh se adaptoval na extrémní podmínky vulkanicky aktivní lokality. Okolní mělké vody mají bohatý ekosystém, který přitahuje vrcholné predátory, kterými jsou například kytovci. Díky tomu se mohlo rozvinout pozorování velryb a delfínů, kterým je ostrov znám mezi turisty. Většinou je možné pozorovat menší kytovce, jako jsou třeba kogie tuponosé nebo kosatky černé. Vzácněji jsou k vidění vorvani a keporkaci. Většina plaveb začíná v přístavu Wu-š' na pevnině. Odtamtud je také možné se dopravit na ostrov trajektem.

## Návštěva ostrova
K roku 2024 může ostrov denně navštívit 1800 návštěvníků. Návštěvní sezóna je od března do listopadu. Na ostrově nejsou hotely a přespat zde je turistům zakázáno. Před cestou na ostrov je třeba se registrovat. Doprava přes moře je zajištěna trajekty z přístavu Wu-š'. Většina turistického zázemí se nachází v rovinaté lokalitě při pomyslném želvím ocasu. Je možné se projít podél pobřeží ostrova a vidět zbytky vojenského opevnění, dělostřeleckých postavení, bunkrů a tunelů, ale také opuštěné domovy původních obyvatel. Oblíbený je výstup na nejvyšší bod ostrova, který je známý jako 401 Highlands. Návštěvníci při cestě na vrchol zdolají 1706 schodů. Na tento zážitek je nutné se přihlásit předem a je určený pro omezený počet lidí. K roku 2024 je to 100 denně, a to pouze v ranních hodinách.
Většina turistů avšak na ostrov vůbec nevkročí a pouze jej obdivuje z mořské hladiny. Mimo sledování kytovců patří mezi oblíbené aktivity jachting a paddleboarding. Turisty také láká neobvyklé mléčné zbarvení vody v okolí ostrova. To je způsobeno podmořskými horkými prameny v důsledku vulkanické činnosti. Lokalita si proto získala přezdívku 牛奶海 (česky „mléčné moře“).

## Fotogalerie

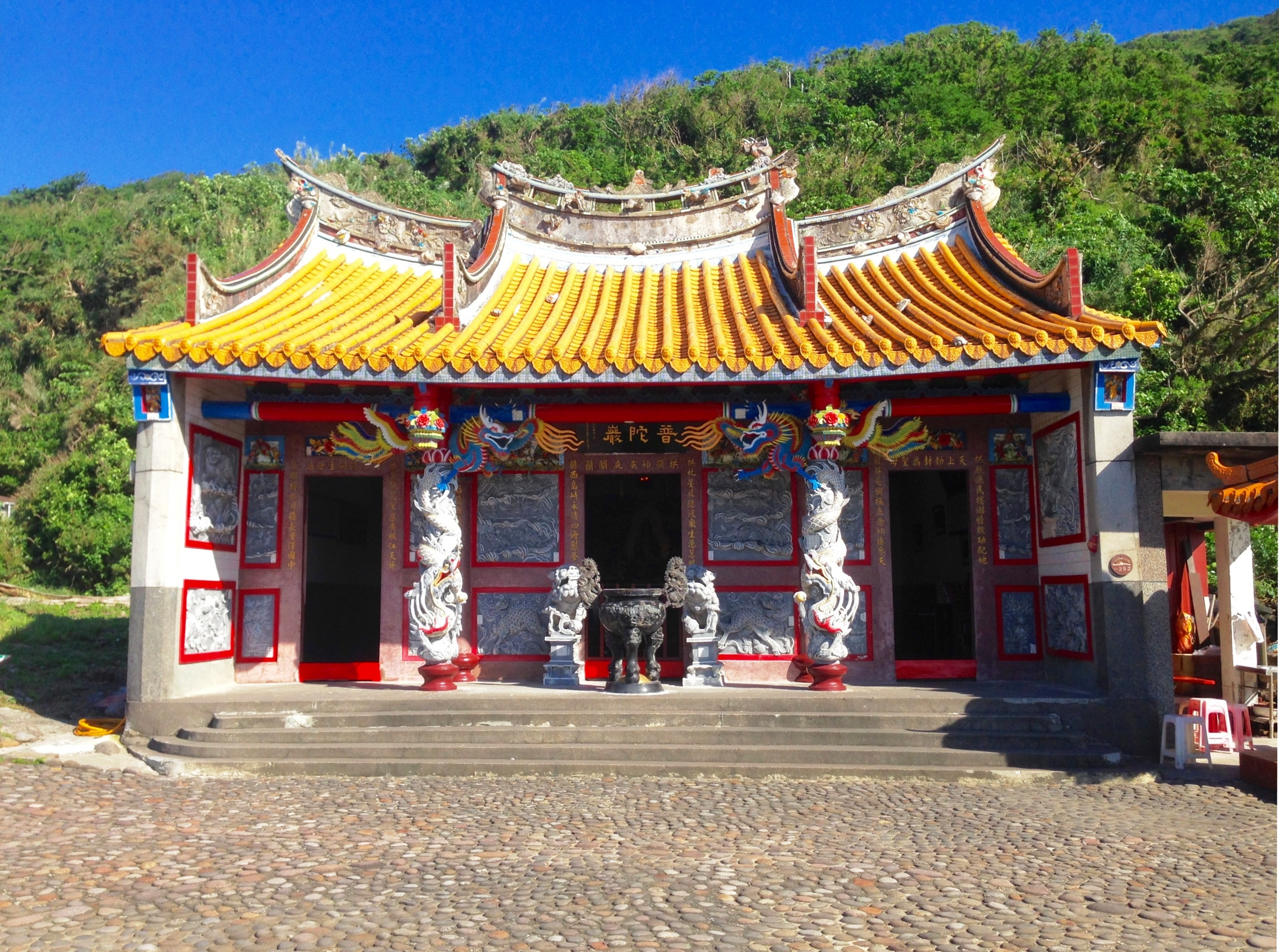
Chrám na ostrově Kuej-šan, který byl podle legendy postaven už v 18. století
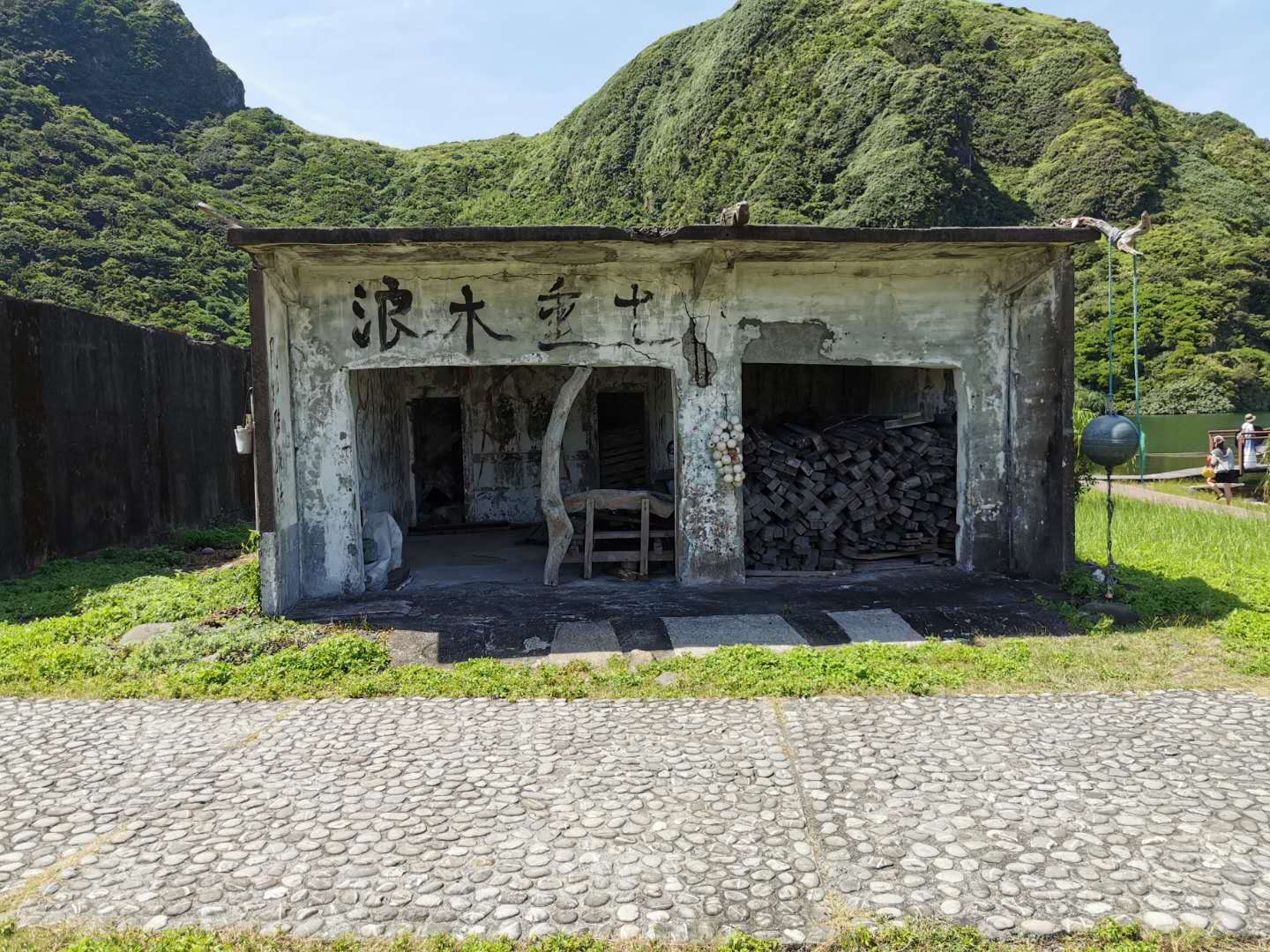
Ruiny opuštěného domu
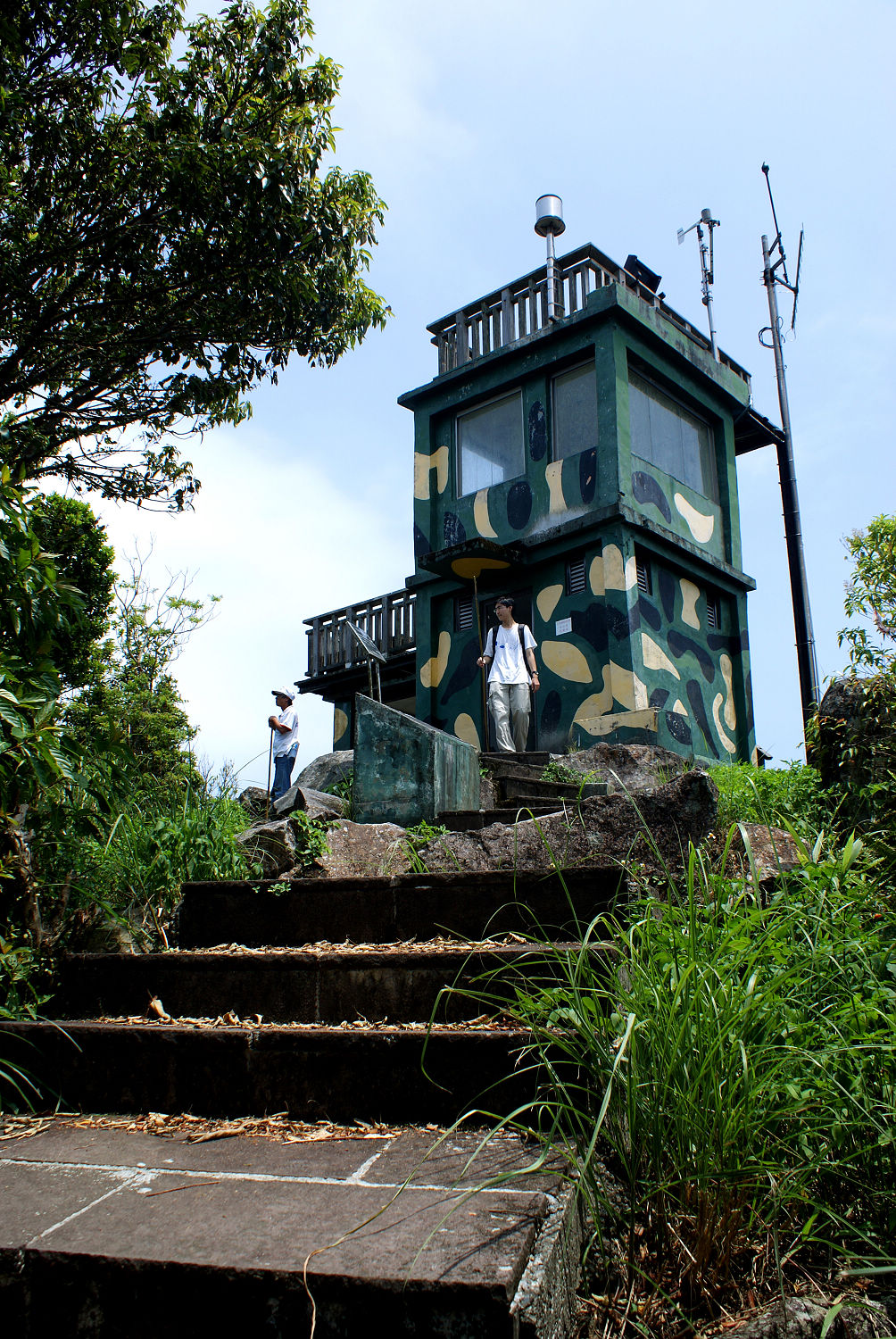
Vyhlídková plošina na nejvyšším bodě ostrova
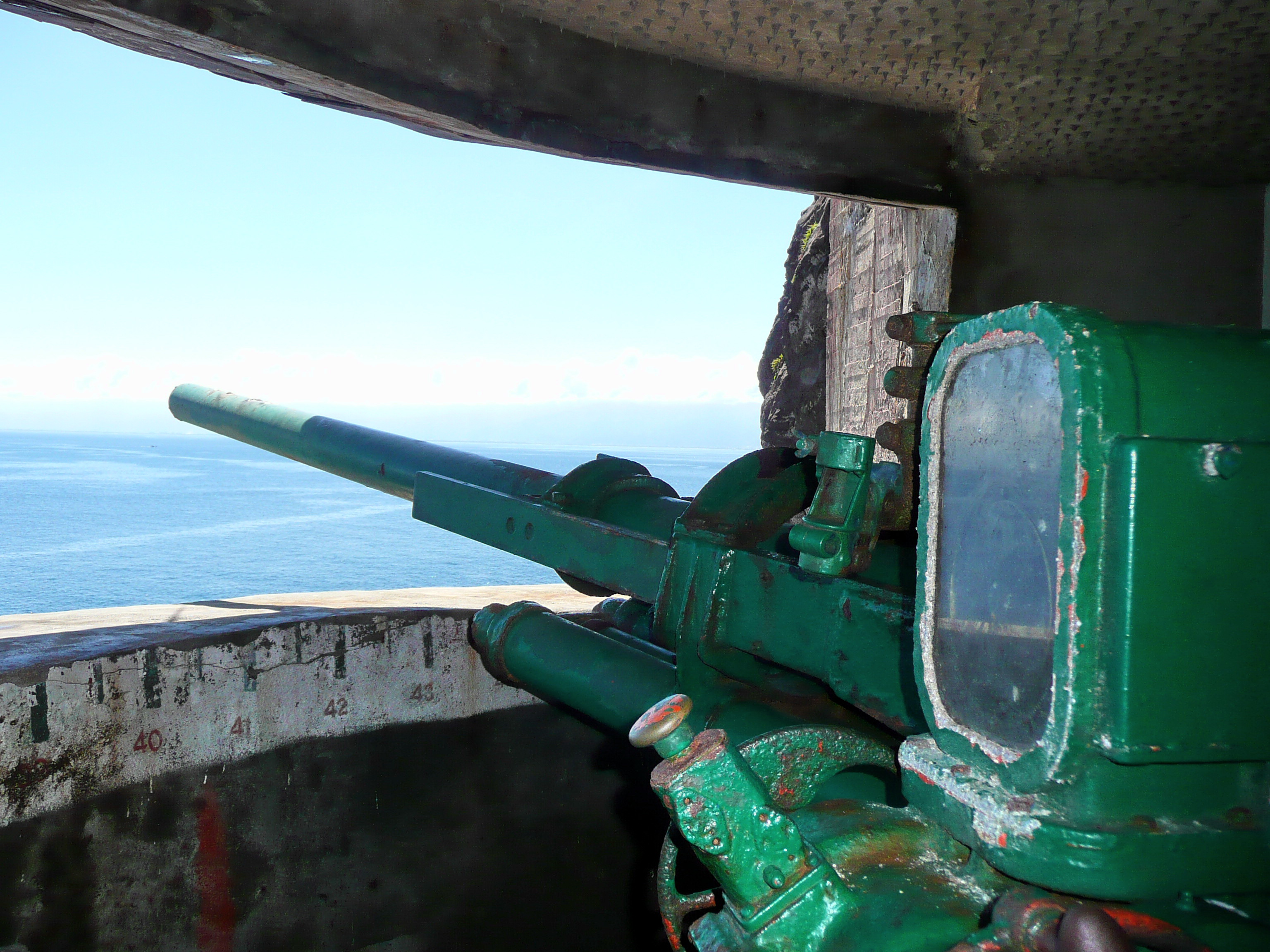
Na ostrově je možné najít pozůstatky z doby, kdy byl vojenskou základnou
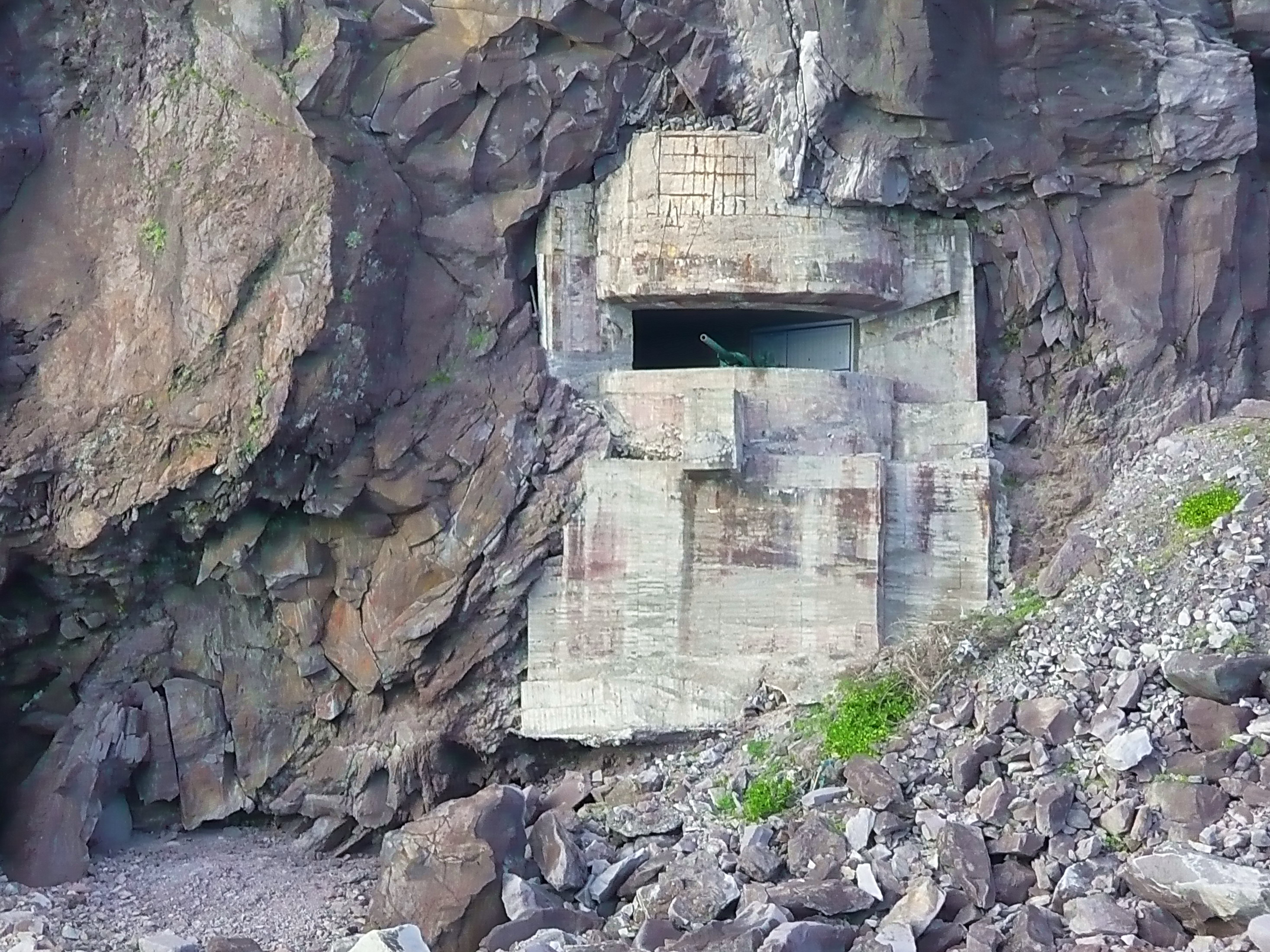
Vojenský bunkr na pobřeží
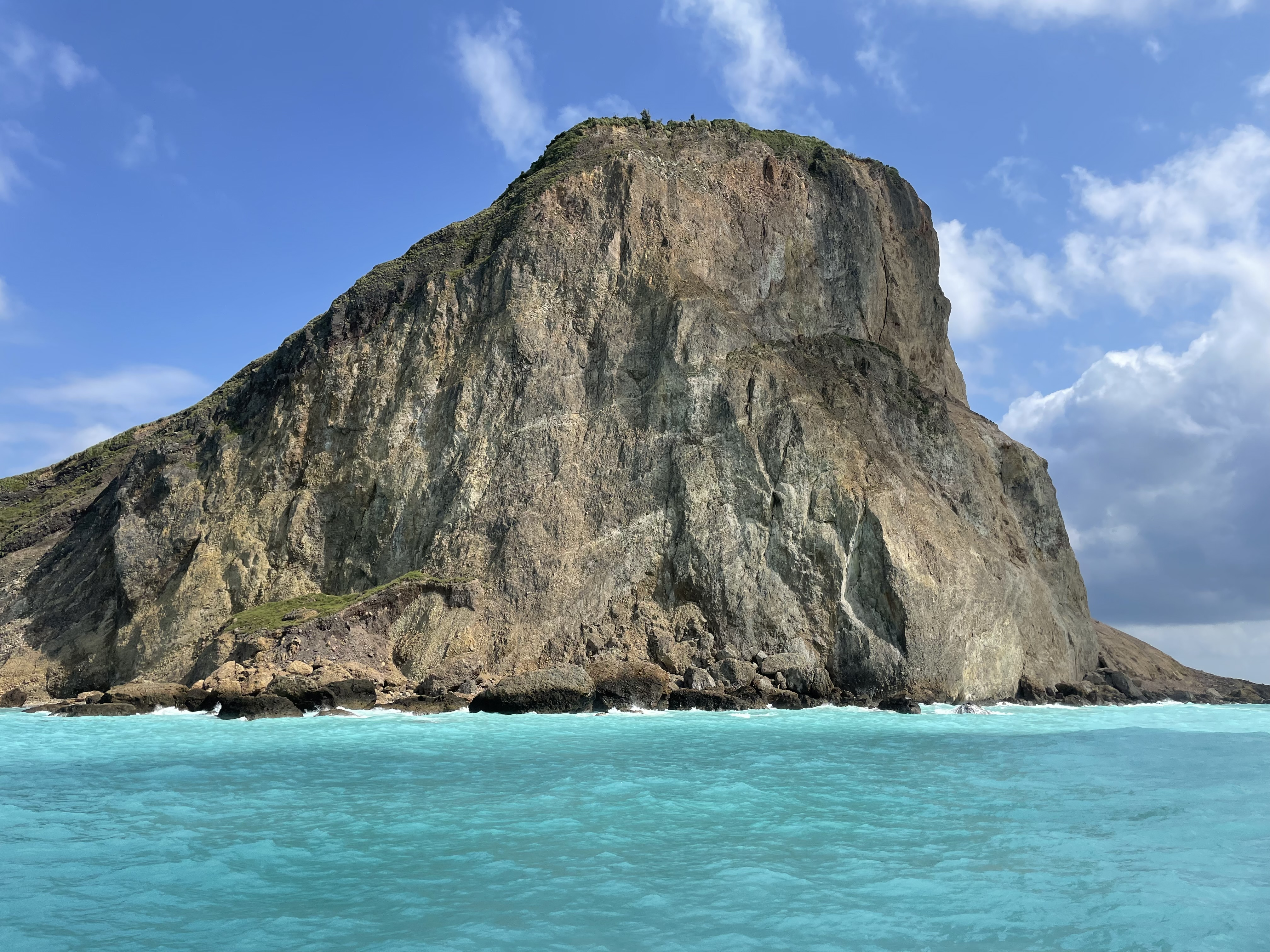
Pozoruhodné mléčné zbarvení vody
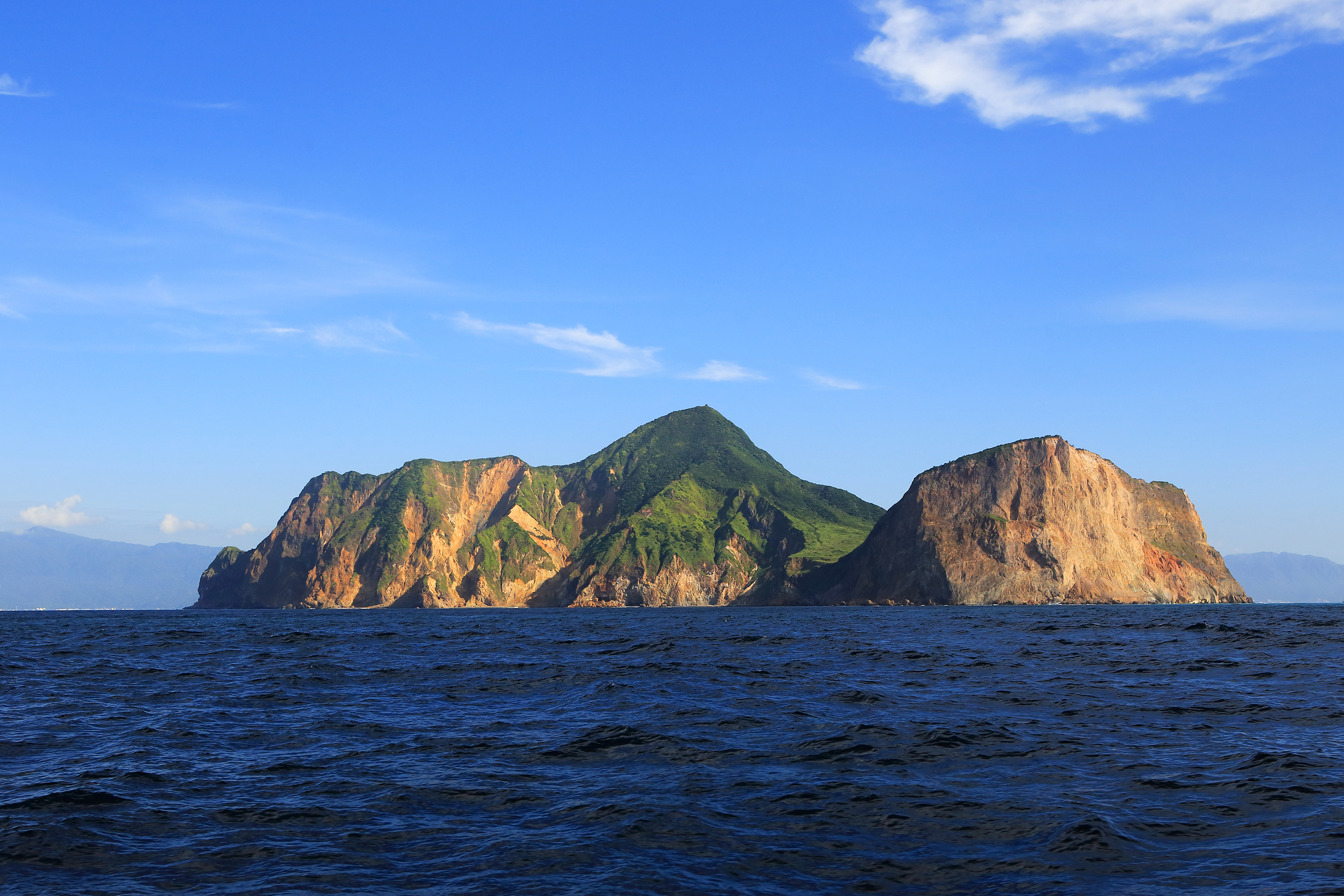
Pohled na ostrov od jihu
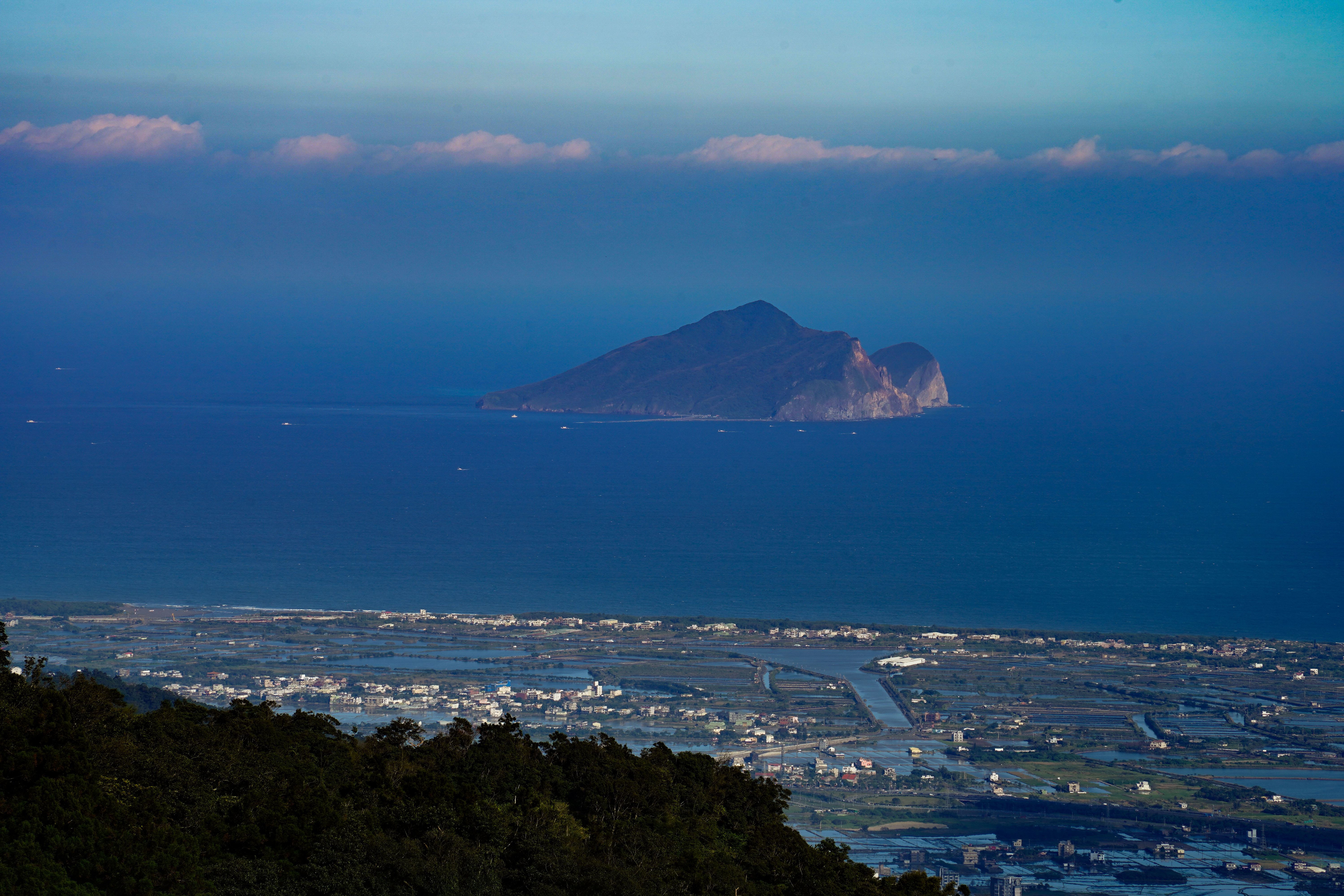
Ostrov Kuej-šan připomíná plující želvu
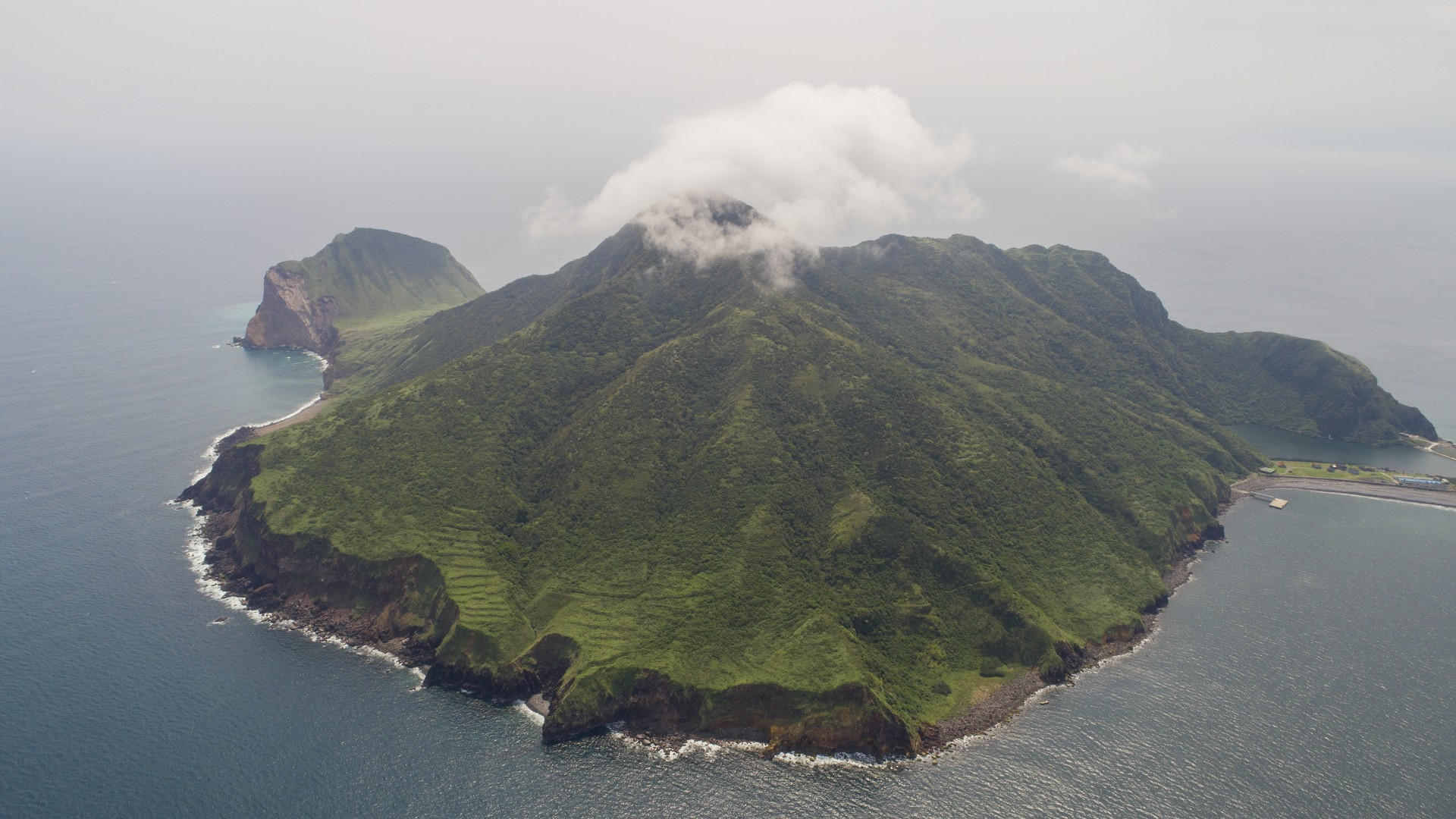
Letecký pohled na ostrov Kuej-šan
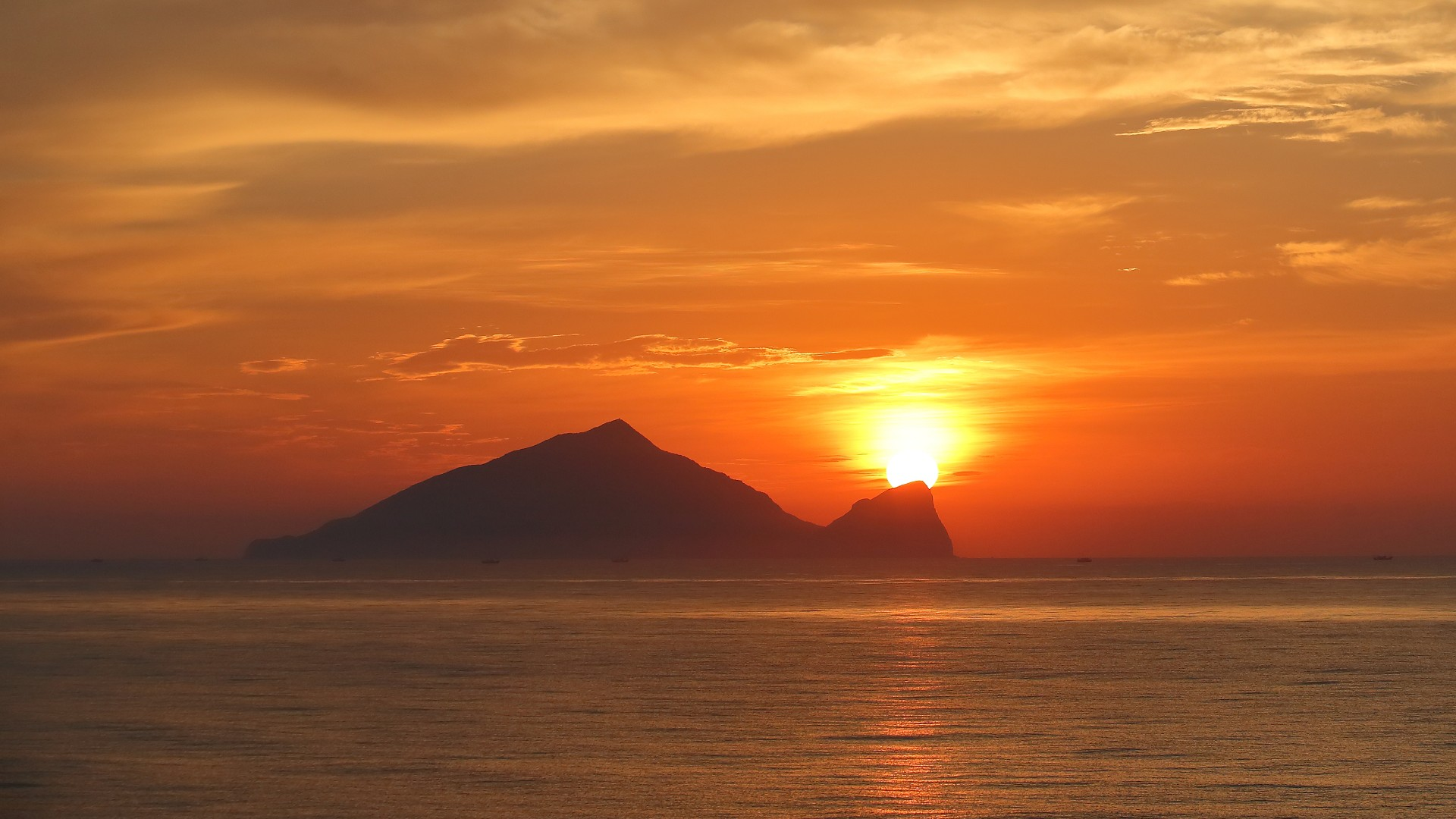
Západ slunce nad ostrovem Kuej-šan
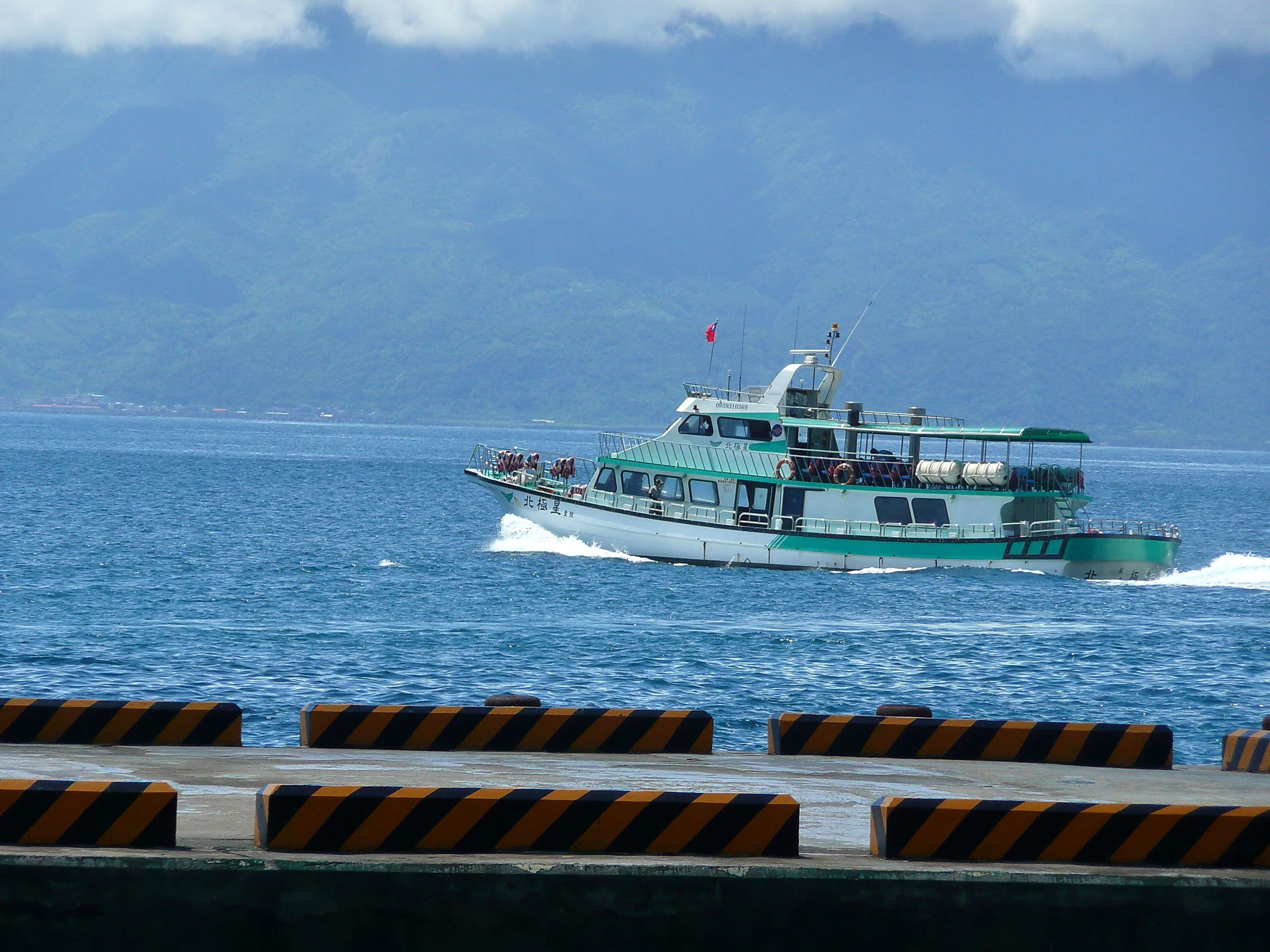
Z přístavu Wu-š' vyráží loď na pozorování velryb